# Naturschutzgebiet Welschenkamp
Das Naturschutzgebiet Welschenkamp liegt auf dem Gebiet der Stadt Lünen im Kreis Unna in Nordrhein-Westfalen. Das etwa 82 ha große Gebiet wurde im Jahr 2007 unter der Schlüsselnummer UN-049 unter Naturschutz gestellt. Es erstreckt sich südwestlich der Kernstadt Lünen entlang des südlich gelegenen Datteln-Hamm-Kanals und der am östlichen Rand verlaufenden B 54. Nördlich fließt die Lippe und erstreckt sich das 217 ha große Naturschutzgebiet Lippeaue von Lünen bis Schleuse Horst, unweit südlich verläuft die Landesstraße L 654.

## Bedeutung
Die Ausweisung als Naturschutzgebiet erfolgt
- zur Erhaltung, Entwicklung und Wiederherstellung von Lebensgemeinschaften oder Biotopen bestimmter wildlebender Tier- und Pflanzenarten. Als Biotope bzw. Lebensgemeinschaften gelten hier insbesondere
  - Buchen-Eichenwald mit ca. 200-jährigen Buchen, Reste von Erlenbruchwald
  - Extensivgrünland und feuchtnasse Grünlandbrachen
  - Acker und Ackerbrachen mit natürlicher Entwicklung
  - naturnahe Bäche
  - Stillgewässer und sonstige Feucht- und Nassbiotope
  - Baumreihen inklusive Baumgruppen und Einzelgehölze, Obstgehölze, Hecken, Ufergehölze und Gebüsche
  - Saumstrukturen
- wegen der besonderen Eigenart und Schönheit des Gebietes